# Serie del Caribe 2016
La Serie del Caribe 2016 fue la quincuagésima octava edición del campeonato caribeño de béisbol. Se disputó en el Estadio Quisqueya Juan Marichal, Santo Domingo, República Dominicana. Esta serie reunió a los equipos de béisbol profesional campeones de los torneos de los países que integran la Confederación del Caribe: Venezuela, Puerto Rico, México, República Dominicana y Cuba. Se desarrolló entre el 1 y el 7 de febrero de 2016, y fue ganado por los Venados de Mazatlán por segunda ocasión en la historia del certamen. Esta fue la primera Serie del Caribe en ser ganada por un equipo mexicano de forma invicta. Fue la primera Serie del Caribe que organizó una competencia de jonrones que tuvo lugar el día 3 de febrero.

## Estadio
Para los partidos oficiales, semifinales y final, se utilizó el Estadio Quisqueya con capacidad para 11.379 espectadores y que está ubicado en la ciudad de Santo Domingo, República Dominicana. 

## Formato del torneo
Los equipos se enfrentaron en un formato de todos contra todos a una sola ronda. Los 4 equipos con más juegos ganados disputaron las semifinales (1° contra 4° y 2° contra 3°) en las que los ganadores jugaron la final para decidir el campeón del torneo.

## Equipos participantes
| País                 | Equipo                   | Liga/vía de clasificación                                                      |
| -------------------- | ------------------------ | ------------------------------------------------------------------------------ |
| Cuba                 | Tigres de Ciego de Ávila | Campeón de la Serie Nacional de Béisbol (2014/15)                              |
| México               | Venados de Mazatlán      | Campeón de la Liga Mexicana del Pacífico (2015/16)                             |
| Puerto Rico          | Cangrejeros de Santurce  | Campeón de la Liga de Béisbol Profesional Roberto Clemente (2015/16)           |
| República Dominicana | Leones del Escogido      | Campeón de la Liga de Béisbol Profesional de la República Dominicana (2015/16) |
| Venezuela            | Tigres de Aragua         | Campeón de la Liga Venezolana de Béisbol Profesional (2015/16)                 |

## Ronda preliminar

### Posiciones
| Pos | Equipo                   | J | G | P | Ave.  | VTJ | CA | CP | DC  |
| --- | ------------------------ | - | - | - | ----- | --- | -- | -- | --- |
| 1   | Venados de Mazatlán      | 4 | 4 | 0 | 1.000 | 0   | 26 | 13 | +13 |
| 2   | Tigres de Aragua         | 4 | 3 | 1 | .750  | 1   | 17 | 15 | +2  |
| 3   | Cangrejeros de Santurce  | 4 | 2 | 2 | .500  | 2   | 19 | 12 | +7  |
| 4   | Tigres de Ciego de Ávila | 4 | 1 | 3 | .250  | 3   | 9  | 26 | -17 |
| 5   | Leones del Escogido      | 4 | 0 | 4 | .000  | 4   | 12 | 17 | -5  |

Glosario:
- J: Jugados
- G: Ganados
- P: Perdidos
- Ave: Promedio del Equipo
- VTJ: Ventaja
- CA: Carreras Anotadas
- CP: Carreras Permitidas
- DC: Diferencia de Carreras

#### Clasificación para la Segunda fase
| – | Clasificados a las semifinales. |
| – | Equipo Eliminado.               |

Los horarios corresponden al huso horario local de República Dominicana (UTC-4:00)
| Fecha        | Hora  | Visitante                | Resultado | Local                    | Estadio                         |
| ------------ | ----- | ------------------------ | --------- | ------------------------ | ------------------------------- |
| 1 de febrero | 15:00 | Cangrejeros de Santurce  | 1-2       | Tigres de Aragua         | Estadio Quisqueya Juan Marichal |
| 1 de febrero | 19:50 | Venados de Mazatlán      | 3-2       | Leones del Escogido      | Estadio Quisqueya Juan Marichal |
| 2 de febrero | 15:50 | Tigres de Ciego de Ávila | 3-9       | Venados de Mazatlán      | Estadio Quisqueya Juan Marichal |
| 2 de febrero | 19:50 | Leones del Escogido      | 7-8 (10)  | Tigres de Aragua         | Estadio Quisqueya Juan Marichal |
| 3 de febrero | 15:50 | Tigres de Aragua         | 4-6       | Venados de Mazatlán      | Estadio Quisqueya Juan Marichal |
| 3 de febrero | 19:50 | Cangrejeros de Santurce  | 12-1      | Tigres de Ciego de Ávila | Estadio Quisqueya Juan Marichal |
| 4 de febrero | 15:50 | Tigres de Aragua         | 3-1       | Tigres de Ciego de Ávila | Estadio Quisqueya Juan Marichal |
| 4 de febrero | 19:50 | Leones del Escogido      | 1-2 (14)  | Cangrejeros de Santurce  | Estadio Quisqueya Juan Marichal |
| 5 de febrero | 15:50 | Venados de Mazatlán      | 8-4       | Cangrejeros de Santurce  | Estadio Quisqueya Juan Marichal |
| 5 de febrero | 19:50 | Tigres de Ciego de Ávila | 4-2 (11)  | Leones del Escogido      | Estadio Quisqueya Juan Marichal |

## Fase eliminatoria
|  | Semifinales | Semifinales              | Semifinales      |                  |                     | Final               | Final | Final |  |
|  |             |                          |                  |                  |                     |                     |       |       |  |
|  |             |                          |                  |                  |                     |                     |       |       |  |
|  | 1           | Venados de Mazatlán      | 7                |                  |                     |                     |       |       |  |
|  | 1           | Venados de Mazatlán      | 7                |                  |                     |                     |       |       |  |
|  | 4           | Tigres de Ciego de Ávila | 2                |                  |                     |                     |       |       |  |
|  | 4           | Tigres de Ciego de Ávila | 2                |                  | Venados de Mazatlán | Venados de Mazatlán | 5     |       |  |
|  |             |                          |                  |                  | Venados de Mazatlán | Venados de Mazatlán | 5     |       |  |
|  |             |                          | Tigres de Aragua | Tigres de Aragua | 4                   |                     |       |       |  |
|  | 3           | Cangrejeros de Santurce  | Tigres de Aragua | Tigres de Aragua | 4                   | 3                   |       |       |  |
|  | 3           | Cangrejeros de Santurce  |                  |                  |                     | 3                   |       |       |  |
|  | 2           | Tigres de Aragua         | 13               |                  |                     |                     |       |       |  |
|  | 2           | Tigres de Aragua         | 13               |                  |                     |                     |       |       |  |
|  |             |                          |                  |                  |                     |                     |       |       |  |

#### Semifinales
Los horarios corresponden al huso horario local de República Dominicana (UTC-4:00).
| Fecha        | Hora  | Visitante                | Resultado | Local               | Estadio                         |
| ------------ | ----- | ------------------------ | --------- | ------------------- | ------------------------------- |
| 6 de febrero | 15:50 | Cangrejeros de Santurce  | 3-13      | Tigres de Aragua    | Estadio Quisqueya Juan Marichal |
| 6 de febrero | 19:50 | Tigres de Ciego de Ávila | 2-7       | Venados de Mazatlán | Estadio Quisqueya Juan Marichal |

#### Final
| Fecha        | Hora  | Visitante        | Resultado | Local               | Estadio                         |
| ------------ | ----- | ---------------- | --------- | ------------------- | ------------------------------- |
| 7 de febrero | 15:50 | Tigres de Aragua | 4-5       | Venados de Mazatlán | Estadio Quisqueya Juan Marichal |

## Campeón
| Bandera de México                     |
| Campeón Venados de Mazatlán 2° título |

## Reconocimientos y premios
Los siguientes fueron los reconocimientos y premios entregados:
| Posición            | Jugador                                      |
| ------------------- | -------------------------------------------- |
| Receptor            | Sebastián Valle (Venados de Mazatlán)        |
| Primera base        | Neftalí Soto (Cangrejeros de Santurce)       |
| Segunda base        | Yunieski Gourriel (Tigres de Ciego de Ávila) |
| Tercera base        | Adonis García (Tigres de Aragua)             |
| Campocorto          | Juniel Querecuto (Tigres de Aragua)          |
| Jardinero izquierdo | José Martínez (Tigres de Aragua)             |
| Jardinero central   | Justin Greene (Venados de Mazatlán)          |
| Jardinero derecho   | Alex Romero (Tigres de Aragua)               |
| Lanzador derecho    | Freddy García (Tigres de Aragua)             |
| Lanzador zurdo      | Héctor Rodríguez (Venados de Mazatlán)       |
| Bateador designado  | Dariel Álvarez (Tigres de Aragua)            |
| Mánager             | Juan José Pacho (Venados de Mazatlán)        |

| Premio              | Jugador                                               |
| ------------------- | ----------------------------------------------------- |
| Jugador Más Valioso | José "Cafecito" Martínez (Tigres de Aragua) Venezuela |

| Home Run Derby    | Home Run Derby           | Home Run Derby       | Home Run Derby | Home Run Derby | Home Run Derby | Home Run Derby | Home Run Derby |
| Jugador           | Equipo                   | País                 | 1ª Ronda       | Semifinales    | Finales        | Total          |                |
| ----------------- | ------------------------ | -------------------- | -------------- | -------------- | -------------- | -------------- | -------------- |
| Félix Pérez       | Tigres de Aragua         | Venezuela            | 8              | 4              | 2              | 14             |                |
| Neftalí Soto      | Cangrejeros de Santurce  | Puerto Rico          | 4              | 3              | 1              | 8              |                |
| Vladimir Guerrero | Leones del Escogido      | República Dominicana | 3              | 2              | -              | 5              |                |
| Yosvani Alarcón   | Tigres de Ciego de Ávila | Cuba                 | 2              | 1              | -              | 3              |                |
| Cyle Hankerd      | Venados de Mazatlán      | México               | 1              | -              | -              | 1              |                |